# Asmate cingularia
Asmate cingularia là một loài bướm đêm trong họ Geometridae.